# Смагулов, Ибрагим
Ибраги́м Смагу́лов (каз. Ибрагим Смағұлов, 1913 год — 1987 год) — бригадир тракторной бригады Киевской МТС Карагандинской области. Герой Социалистического Труда (1948).

## Биография
Родился в 1913 году в крестьянской семье.
После окончания курсов трактористов трудился механизатором на Киевской МТС Карагандинской области. В 1937 году назначен бригадиром тракторной бригады этой же МТС.
В 1947 году, бригада, возглавляемая Ибрагимом Смагуловым, получила в среднем по 23,1 центнера пшеницы с каждого гектара на участке посевной площади в 156 гектаров. За получение высоких урожаев пшеницы, ржи, хлопка и сахарной свеклы в 1947 году указом Президиума Верховного Совета СССР от 28 марта 1948 года удостоен звания Героя Социалистического Труда с вручением ордена Ленина и золотой медали «Серп и Молот». Этим же Указом за выдающиеся трудовые достижения был награждён званием Героя Социалистического Труда директор той же Киевской МТС Даниил Ильич Скоромный.
С 1953 по 1958 год — механик участка Киевской МТС Карагандинской области.
С 1958 по 1961 год трудился трактористом, помощником бригадира в различных сельскохозяйственных производствах Карагандинской области.
С 1961 по 1968 год — помощник бригадира и моторист совхоза «Индустриальный» Нуринского района.
Скончался в 1987 году.